# 정읍 존속살인 사건
정읍 존속살인 사건(井邑尊屬殺人事件)은 2018년 2월 김모(47세)가 전라북도 정읍시 소재 자신의 집에서 어머니(77세)를 폭행한 뒤 흉기로 수차례 찔러 살해한 사건이다.

## 사건
2018년 2월 김모(47세)는 전라북도 정읍시 소재 집에서 어머니(77세)가 주민등록증과 도장을 요구하며 소리를 지르자 자신을 공격한다고 생각해 주먹을 휘둘렀으며, 어머니가 자신을 신고하면 교도소나 정신병원에 보내질 것을 우려해 흉기로 수차례 찔러 살해하였다.

## 배경
김모는 2000년에 '편집미분화 조현병' 진단을 받고 2006년 10월 정신장애 2급으로 등록됐다. 김씨는 2016년 1월부터 편집성 정신분열증으로 입원치료를 받아오다가 2017년 6월 퇴원한 뒤 증세가 악화돼 범행을 저질렀다.
김씨 측은 조현병으로 범행 당시 사물을 변별할 능력이 없는 '심신상실' 상태였다고 주장했지만, 법원은 이를 배척하고 '심신미약' 상태만 인정했다.

## 판결
1심은 "김씨는 살해를 결심하고 취약한 신체 부위를 흉기로 찔렀고, 들키지 않으려 옷장에 시체를 숨기려 했다"며 "누나가 창문을 열려고 하자 숨었다가 도망친 사정 등을 종합하면 조현병으로 사물을 변별하거나 의사를 결정할 능력이 없는 상태였다고 보기 어렵다"며 심신상실 주장을 받아들이지 않았다.
2019년 3월 14일 대법원 2부는 존속살해 혐의로 기소된 김모(47세)의 상고심에서 징역 10년에 치료감호를 선고한 원심을 확정했다. 2심도 "김씨가 조현병으로 인해 심신미약 상태에서 범행을 저지른 점은 인정되지만, 의사 결정 미약 상태를 넘어 상실한 상태에 이르진 않았다고 판단된다"면서 "어머니의 생명을 침해해 비난 가능성이 매우 크다"며 김씨에게 징역 10년을 선고하고 치료감호를 명령했다.